# Encoptolophus sordidus
Encoptolophus sordidus är en insektsart som först beskrevs av Hermann Burmeister 1838.  Encoptolophus sordidus ingår i släktet Encoptolophus och familjen gräshoppor. Inga underarter finns listade i Catalogue of Life.